# Jetty Paerl
Jetty Paerl, née Henriette Nanette Paerl le 27 mai 1921 à Amsterdam et morte le 22 août 2013 à Amstelveen (Hollande-Septentrionale) à 92 ans, est une chanteuse néerlandaise active durant les années 1950 et 1960. Elle est mariée à l'artiste Cees Bantzinger.

## Biographie
Durant la Seconde Guerre mondiale, elle vit à Londres, où elle participe à Radio Oranje, la radio du gouvernement néerlandais exilé.
Au 1956, elle représente les Pays-Bas lors du tout premier Concours Eurovision de la chanson avec la chanson De vogels van Holland (Les oiseaux de Hollande) écrite par Annie M.G. Schmidt et composée par Cor Lemaire.